# Peter Taglianetti
Peter Anthony Taglianetti (Framingham, 15 agosto 1963) è un ex hockeista su ghiaccio statunitense.

## Carriera
Peter Taglianetti iniziò la propria carriera nell'hockey su ghiaccio presso il Providence College, giocando dal 1981 fino al 1985 nella National Collegiate Athletic Association. In quel periodo fu scelto nell'NHL Entry Draft 1983 al terzo giro da parte dei Winnipeg Jets.
Al termine della stagione 1984-85 fece il proprio debutto in National Hockey League. Nei cinque anni successivi Taglianetti si divise fra i Jets in NHL e le formazioni affiliate in American Hockey League, gli Sherbrooke Canadiens e i Moncton Hawks. Dopo aver iniziato la stagione 1990-91 con i Minnesota North Stars nel mese di dicembre insieme a Larry Murphy fu ceduto ai Pittsburgh Penguins in cambio di Chris Dahlquist e Jim Johnson. Con i Penguins Taglianetti conquistò due Stanley Cup consecutive.
Nel giugno del 1992 fu scelto dai neonati Tampa Bay Lightning nell'Expansion Draft, per poi fare ritorno nel marzo del 1993 a Pittsburgh. Nei due anni successivi giocò con i Penguins e per un breve periodo della stagione 1994-95 con i Cleveland Lumberjacks nella International Hockey League. Nella stagione successiva giocò in AHL con la maglia dei Providence Bruins, prima di ritirarsi dall'attività agonistica a trentatré anni.

## Palmarès

### Club
- Stanley Cup: 2

Pittsburgh: 1990-1991, 1991-1992

### Individuale
- ECAC Hockey Second All-Star Team: 1

1983-1984
- Hockey East First All-Star Team: 1

1984-1985